# Anguix (kommunhuvudort)
Anguix är en kommunhuvudort i Spanien.   Den ligger i provinsen Provincia de Burgos och regionen Kastilien och Leon, i den centrala delen av landet, 150 km norr om huvudstaden Madrid. Anguix ligger 815 meter över havet och antalet invånare är 138.
Terrängen runt Anguix är platt. Runt Anguix är det glesbefolkat, med 13 invånare per kvadratkilometer. Närmaste större samhälle är Roa, 6,3 km söder om Anguix. Trakten runt Anguix består till största delen av jordbruksmark.